# Spreewiesen südlich Beeskow
Die Spreewiesen südlich Beeskow sind ein 487,27 ha großes Naturschutzgebiet im Landkreis Oder-Spree in Brandenburg. Es liegt südlich von Beeskow östlich der B 87 entlang der Spree.
Das Gebiet steht seit dem 3. Juni 2003 unter Naturschutz. 